# Vrt
Vrt je poljoprivredna površina različite veličine na kojoj su zasađene različite biljke koje ljudi koriste za prehranu ali i u umjetničke, duhovne, vjerske, rekreativne, terapijske i druge svrhe. Vrtovi zahtijevaju više ili manje intenzivnu njegu.
U vrtu se uzgaja primjerice cvijeće ili povrće. Hrana privlači mnoge insekte, kao i druge životinje poput jelena, ježeva i gmazova.
Vrt kao i drugi zeleni prostori može imati i funkciju mjesta za opuštanje, posebno u okolici dvoraca ili vila. Tu je vrt sastavljen od različitih stabala, grmova, staza, vodoskoka i ribnjaka.
U kategoriju vrtova spadaju i parkovi, arboretumi zoološki ili botanički vrtovi. 